# Wintersdorf (Baden-Württemberg)
Wintersdorf is een deel van de Duitse stad Rastatt, deelstaat Baden-Württemberg. Het dorp telt 1961 inwoners (2007).
De aan de Rijn grenzende dorpen van Rastatt (Ottersdorf, Plittersdorf en Wintersdorf) worden ook wel Ried genoemd.

Wintersdorf
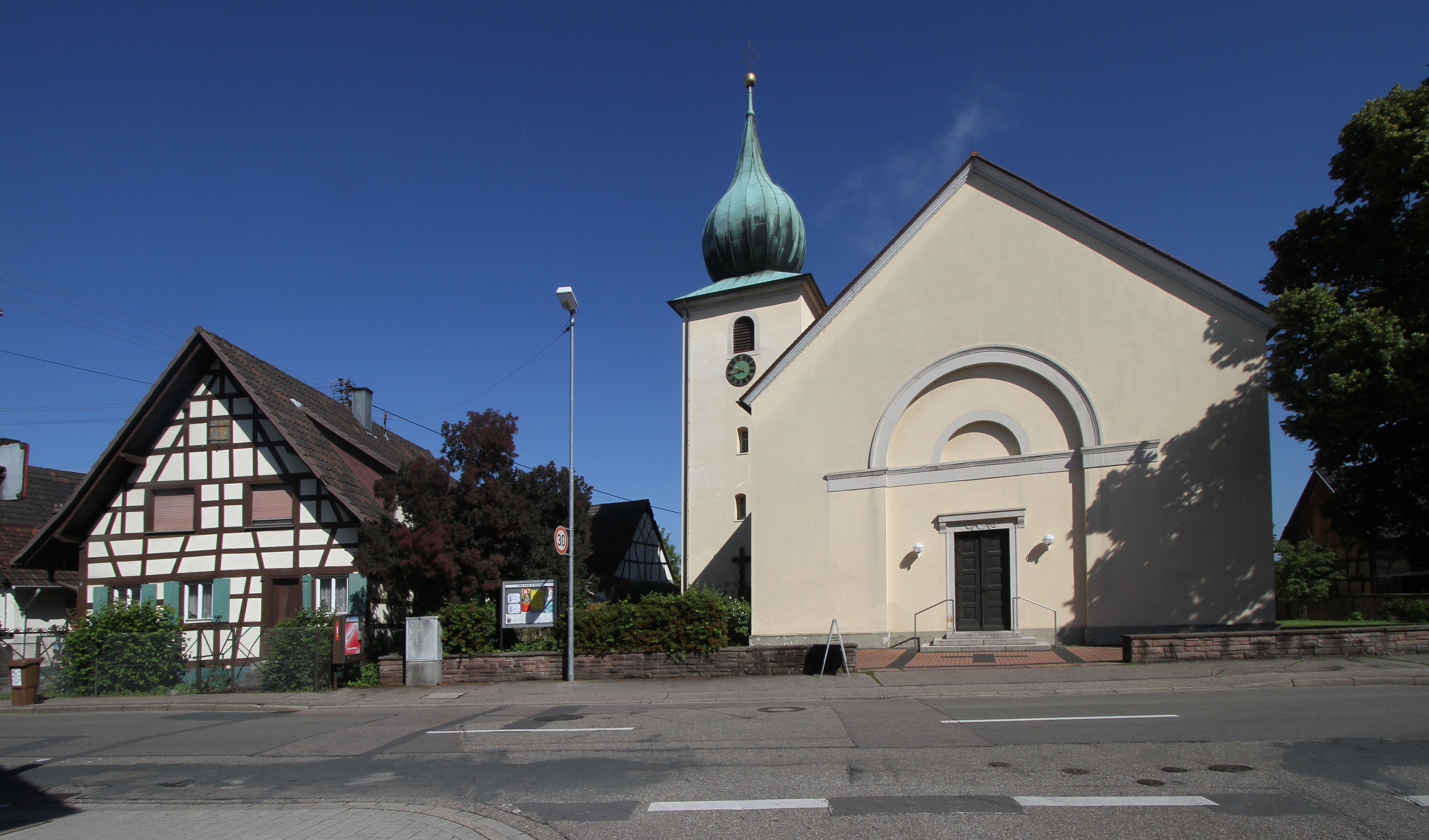
Sint-Michael
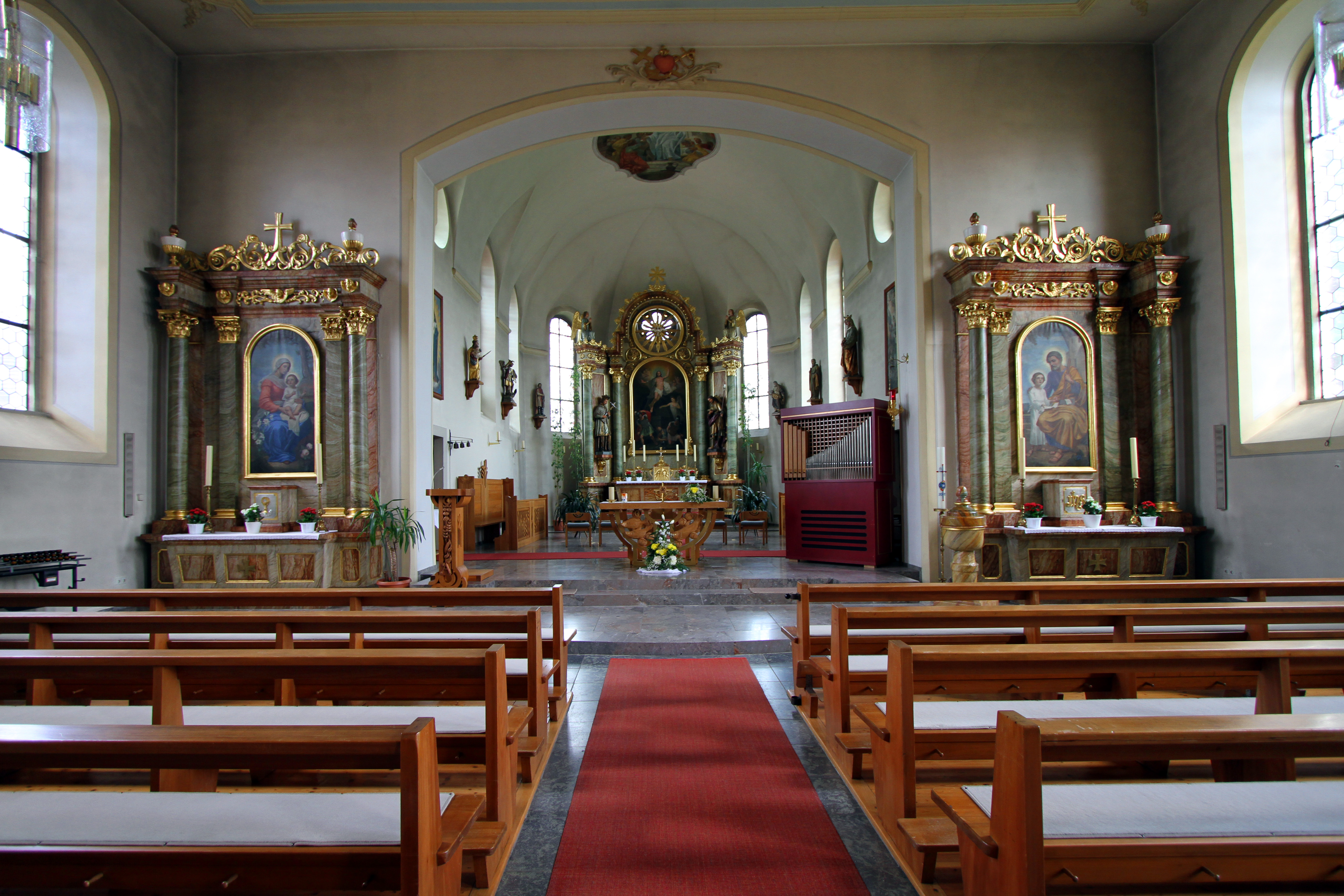
Sint-Michael
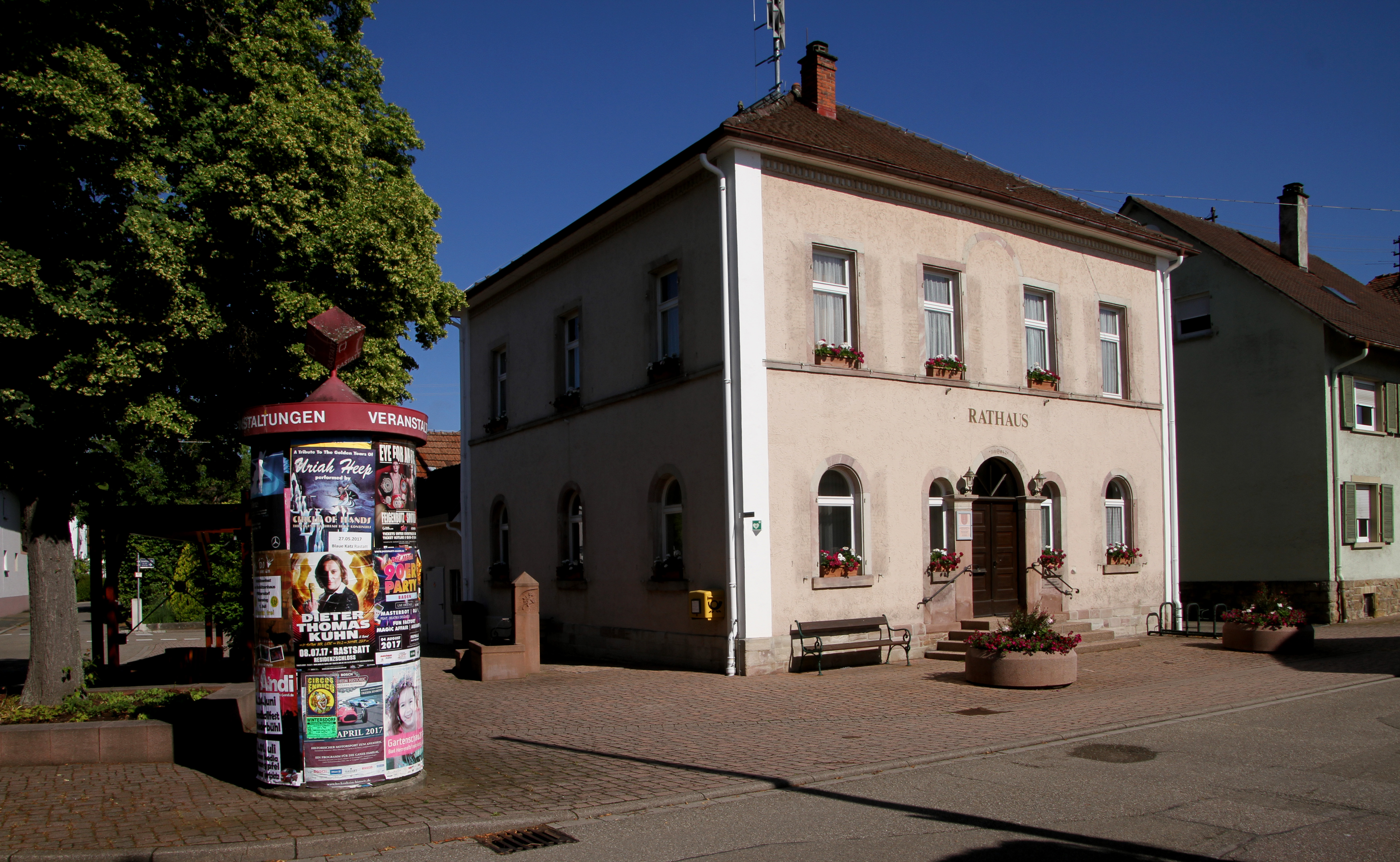
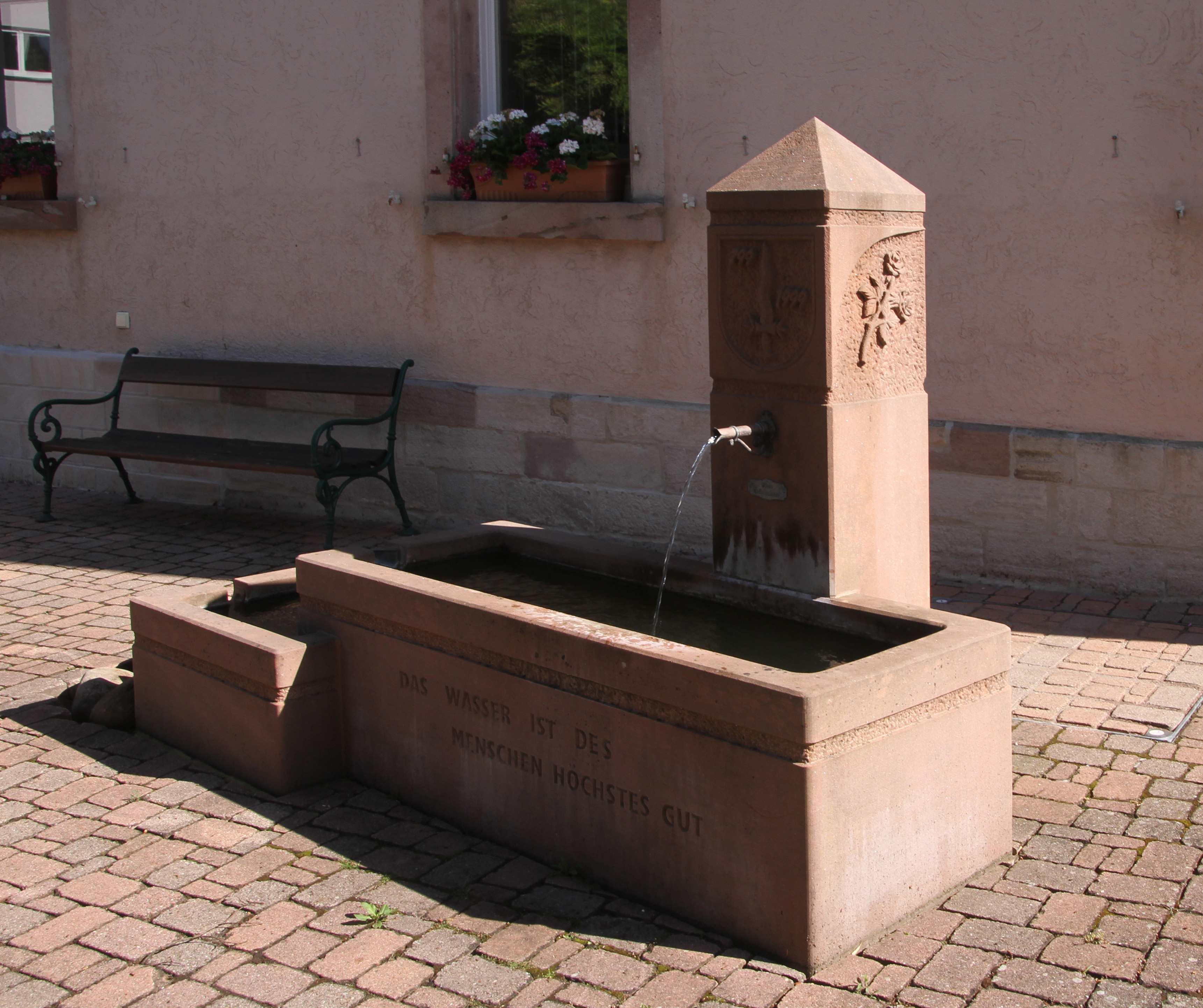
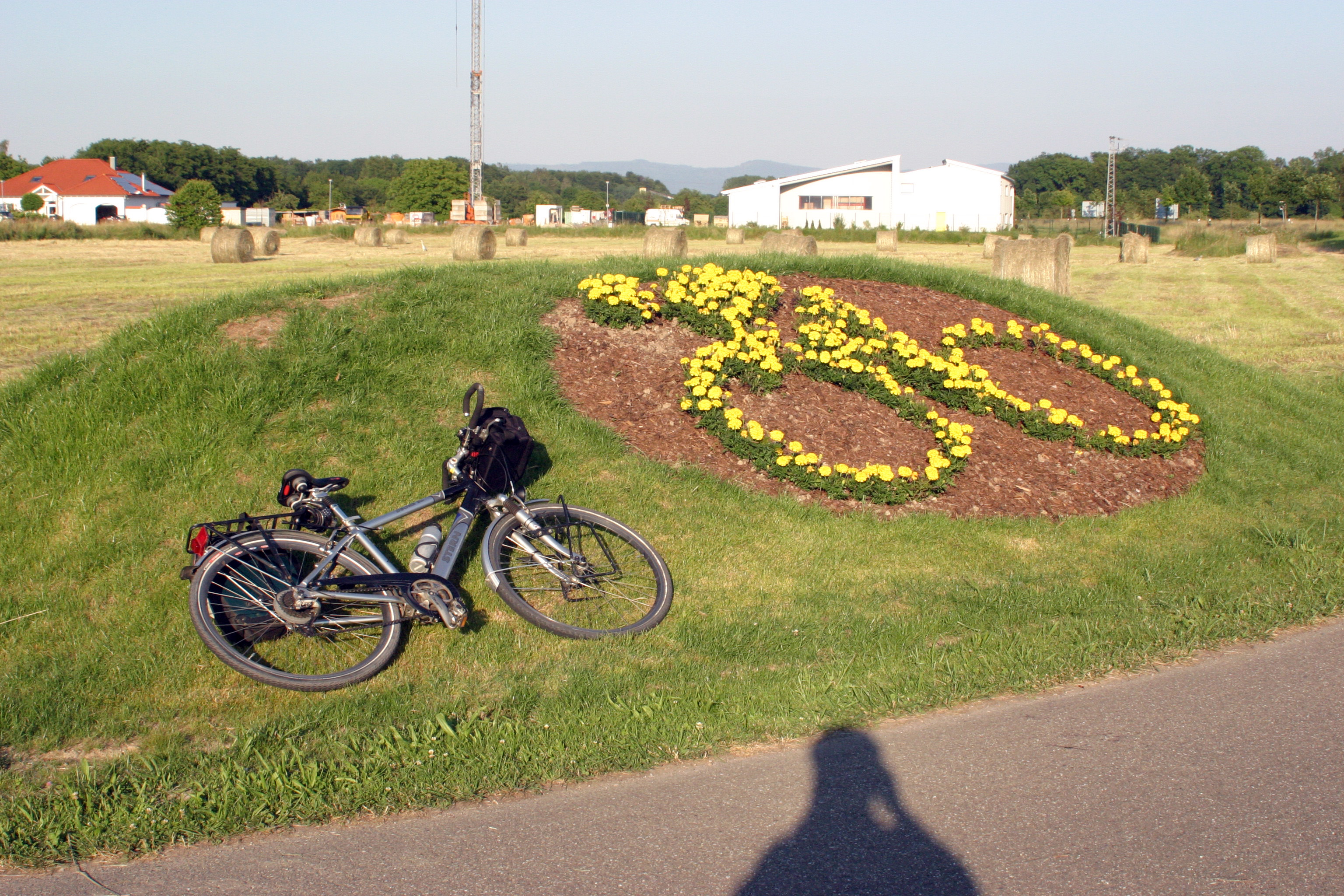

Förch · Niederbühl · Ottersdorf · Plittersdorf · Rauental · Wintersdorf